# Segimundus
Segimundus is de zoon van Segestes en is, in het jaar van de opstand van Arminius (9 n.Chr.) bij het Altaar der Ubiërs tot priester van Roma en Augustus gewijd. Later verscheurt hij zijn hoofdbanden (tekenen van zijn waardigheid als priester) en loopt over naar Arminius.
Weer later blijkt hij van mening veranderd te zijn en neemt deel aan de delegatie die zijn vader naar de Romeinen stuurt om hulp te vragen als
zijn vader door zijn landgenoten wordt belegerd. Later vlucht hij met zijn vader en andere familieleden naar de westelijke oever van de Rijn.
Arminius verwijt hem, na zijn vlucht, "een priester van mensen" te zijn.